# Omega Fornacis
Omega Fornacis (ω Foracis, förkortat Omega For, ω For) som är stjärnans Bayerbeteckning, är en dubbelstjärna belägen i den mellersta delen av stjärnbilden Ugnen. Den har en skenbar magnitud på 4,9 och är synlig för blotta ögat där ljusföroreningar ej förekommer. Baserat på parallaxmätning inom Hipparcosuppdraget på ca 6,7 mas, beräknas den befinna sig på ett avstånd på ca 480 ljusår (ca 150 parsek) från solen. 

## Egenskaper
Primärstjärnan Omega Fornacis A är en blå till vit stjärna i huvudserien av spektralklass B9.5 V. och har en kemiskt ovanlig sammansättning. Den har en massa som är ca 3,4 gånger större än solens massa, en radie som är ca 4,4 gånger större än solens och utsänder från dess fotosfär ca 268 gånger mera energi än solen vid en effektiv temperatur av ca 10 900 K.
Följeslagare Omega Fornacis B är en vit stjärna i huvudserien av spektralklass A7 V med en skenbar magnitud av 7,88 och separerad med 10,8 bågsekunder (motsvarande ca 1 600 AE) från huvudstjärnan.